# Uněča
Uněča (rusky Унеча) je město v Brjanské oblasti v Ruské federaci. Při sčítání lidu v roce 2010 mělo přes šestadvacet tisíc obyvatel.

## Poloha
Město Uněča leží na stejnojmenné řece (přítok Iputě v povodí Dněpru). Od Brjansku, správního střediska celé oblasti, je vzdáleno 140 kilometrů na jihozápad.

## Dějiny
Vesnička Uněča na stejnojmenné řece je doložena už k roku 1672.
Prudký rozvoj přichází v roce 1887, kdy zde vzniká železniční nádraží na trati z Brjansku do Homelu a posléze se stavbou nové tratě v roce 1930 i železniční uzel.
Dne 16. srpna 1940 se Uněča stala městem.
Za druhé světové války obsadila Uněču 17. srpna 1941 německá armáda a 23. září 1943 ji dobyly zpět jednotky Brjanského frontu Rudé armády.